# Marginellidae
Marginellidae  J. Fleming, 1828 è una famiglia di molluschi gasteropodi della sottoclasse Caenogastropoda.

## Descrizione
I Marginellidae fanno parte dei cosiddetti gasteropodi marginelliformi insieme ai Cystiscidae. Insieme queste famiglie ospitano un'impressionante diversità di oltre 1.600 specie viventi descritte. Questo include il più piccolo neogasteropode conosciuto, Ticofurcilla mariolysae, i cui adulti raggiungono una lunghezza di appena 1,35 mm. La morfologia del guscio dei gasteropodi marginelliformi è tassonomicamente poco informativa.
Questi molluschi generalmente possiedono gusci ovati o allungati, che sono sia evolventi che a spirale bassa e hanno un margine nettamente ispessito del labbro esterno. La superficie del guscio di solito manca di scultura ed è lucida e traslucida, con alcune eccezioni notevoli, ad es. il guscio di Extra extra (Cystiscidae) che è ruvido e fortemente nervato.
Alcuni marginelliformi hanno una radula uniseriata e un insieme di caratteristiche anatomiche condivise con i Volutidae. Ciò suggerisce un'ascendenza comune con i Volutidae e quindi che i marginelliformi appartengono a una stirpe che ha origine da una spaccatura profonda nell'albero del neogastropodi, anche se le prove per questa ipotesi sono scarse e supportate da pochi caratteri plesiomorfi o che potrebbero essere il risultato di un'evoluzione convergente.
Tra i marginellidi ci sono due tipi principali di radula: una detta "di tipo 6 modificata" che si trova in Serrata tuii e nelle specie di Closia. Questo tipo di radula è caratterizzato da rachidi larghi e multicuspidati con un bordo anteriore leggermente ondulato e cuspidi subeguali; l'altro tipo è detto radula del "vero tipo 6". Queste hanno denti che sono distintamente rettangolari, con un bordo anteriore diritto e cuspidi di lunghezza spesso disuguale; la superficie del dente è segnata da cavità prominenti, la cui funzione è quella di ricevere le cuspidi del dente successivo. Questo tipo di radula, che è caratteristico della specie tipo di Volvarina, è stato trovato nella maggior parte dei membri del Volvarina – Prunum – Hyalina cluster con alcune eccezioni (Hyalina buskei, Volvarina avena e Volvarina lactea). Altri tipi di radule sono più limitati: tipo 5, nel cluster Protoginella – Mesoginella; tipo 9 in cluster Hydroginella. Le specie di Marginella  e Glabella non possiedono una radula.
L'origine dei marginelliformi risale almeno all'Eocene o al tardo Cretaceo. Le specie viventi di marginellidi e cistiscidi si trovano prevalentemente nei tropici, sia nell'Indo-Pacifico che nell'Atlantico (Africa occidentale e Caraibi). Le specie più iconiche, come quelle dei generi Marginella e Persicula, si trovano principalmente al di fuori dell'Indo-Pacifico.

## Tassonomia

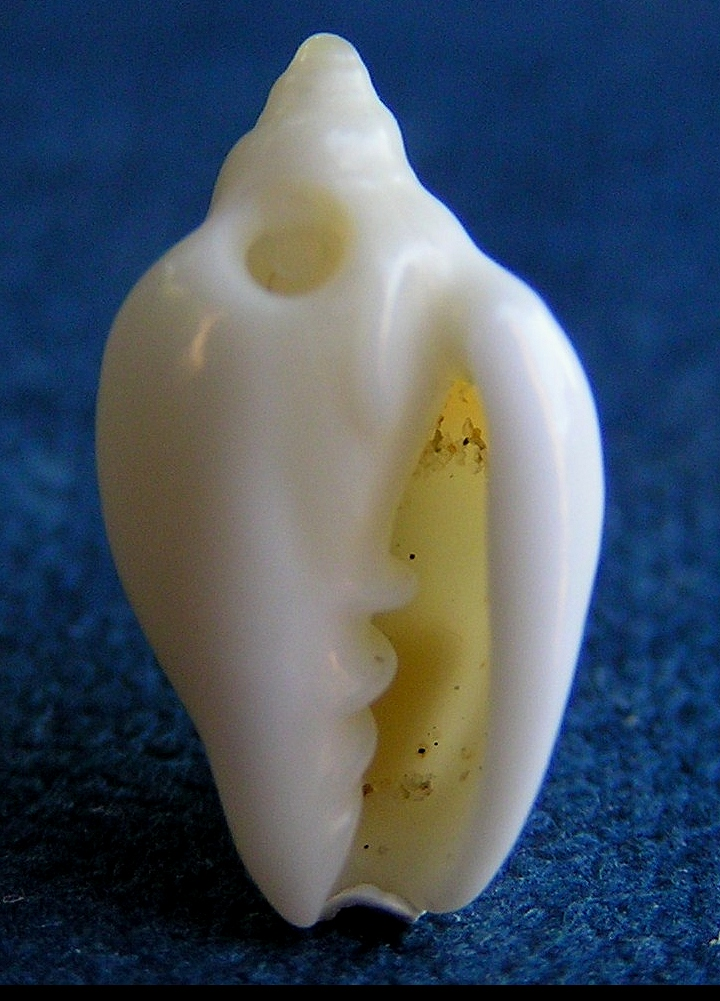
Austroginella tasmanica

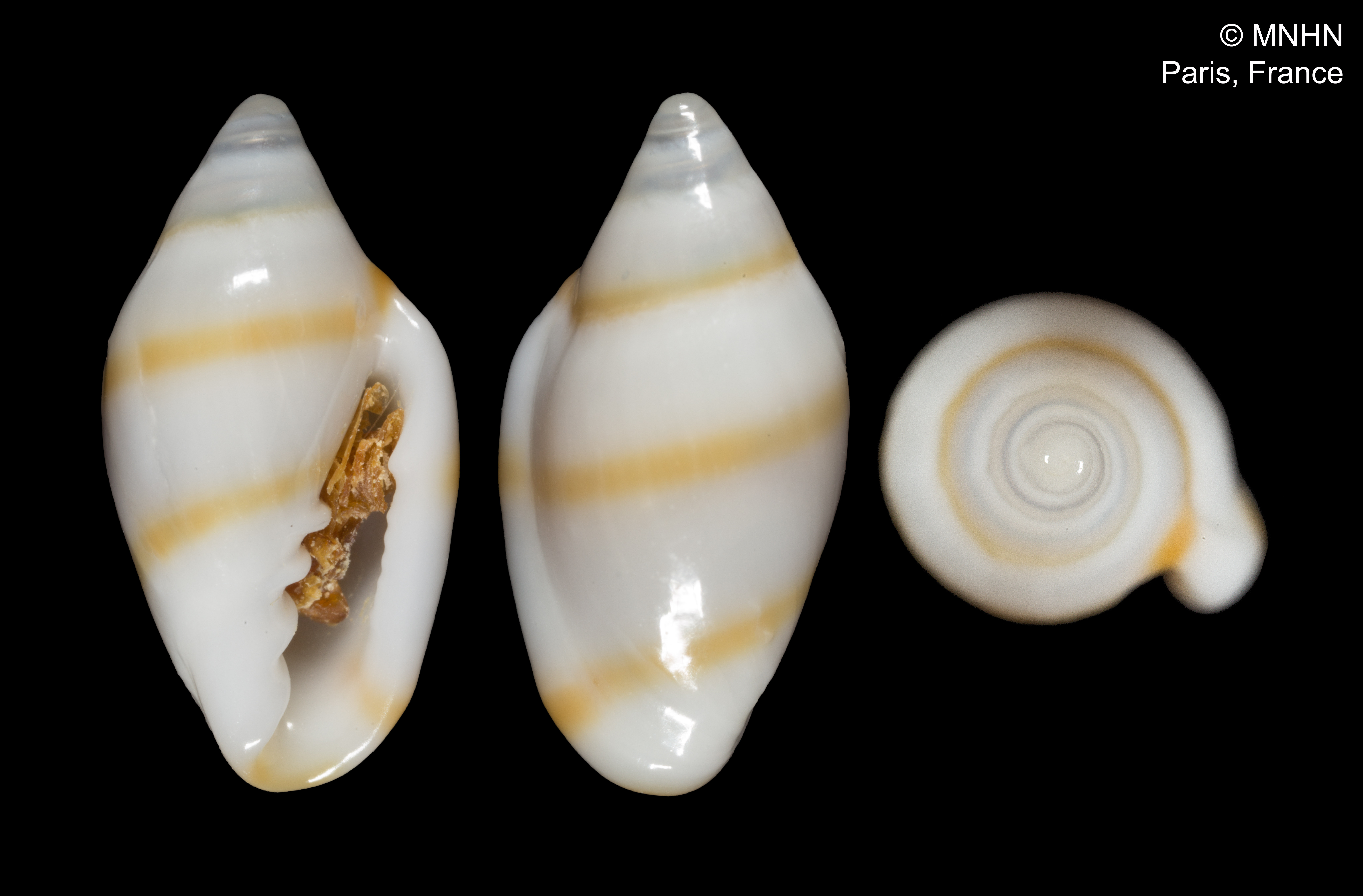
Dentimargo cingulatus

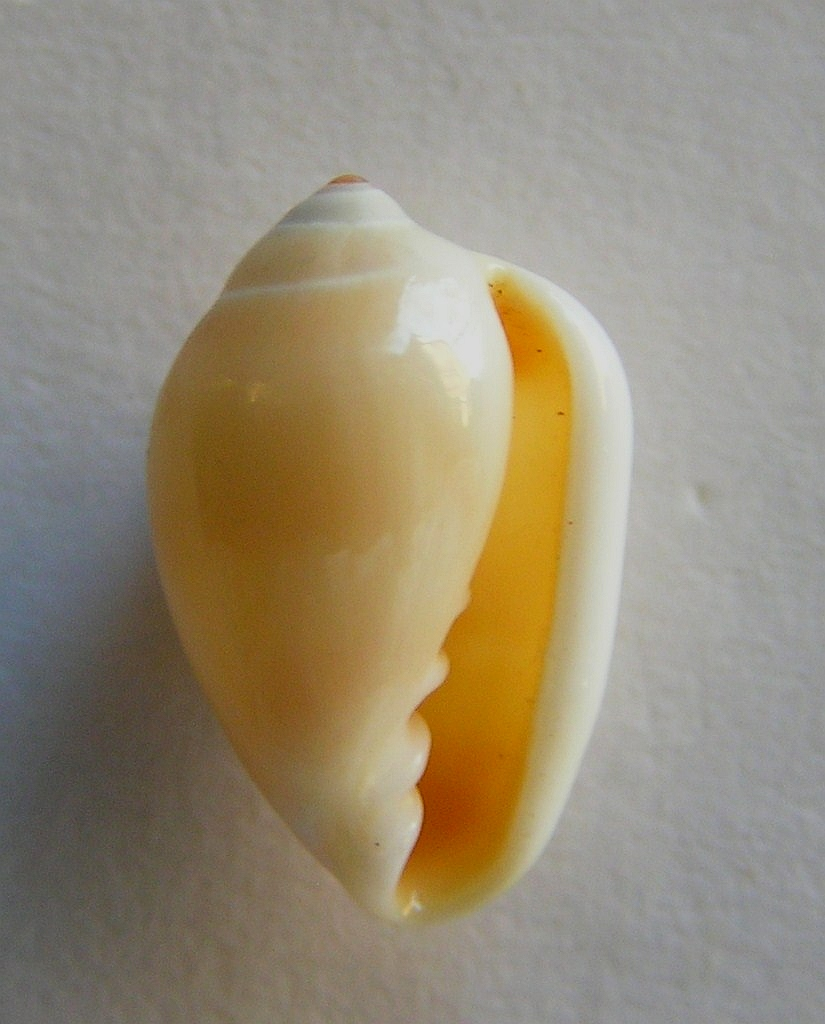
Prunum monile

La classificazione della famiglia è cambiata a seguito dello studio di Bouchet & Rocroi del 2017, che l'hanno posta in uno stato di "non assegnata" ad alcuna superfamiglia. Nella classificazione precedente degli stessi autori del 2005 la famiglia era inserita nella Muricoidea che includeva allora molte famiglie che in seguito sono state separate (ad esempio Cystiscidae, Marginellidae e Volutidae). Successivamente uno studio di Fedosov et al. del 2019 ha fatto maggiore chiarezza sulla mappatura filogenetica dei gasteropodi marginelliformi (Marginellidae e Cystiscidae) e ha consentito di collocare la famiglia Marginellidae nella superfamiglia Volutoidea e di identificarne le sottofamiglie componenti. La monofilia delle famiglie Marginellidae e Cystiscidae rimane tuttavia non confermata dal suddetto studio.
La famiglia contiene pertanto le seguenti tre sottofamiglie e relativi generi:
- Sottofamiglia Austroginellinae G. A. Coovert & H. K. Coovert, 1995
  - Genere Alaginella Laseron, 1957
  - Genere Austroginella Laseron, 1957
  - Genere Caribeginella Espinosa & Ortea, 1998
  - Genere Hydroginella Laseron, 1957
  - Genere Marigordiella Espinosa & Ortea, 2010
  - Genere Mesoginella Laseron, 1957
  - Genere Ovaginella Laseron, 1957
  - Genere Protoginella Laseron, 1957
  - Genere Serrata Jousseaume, 1875
- Sottofamiglia Marginellinae J. Fleming, 1828
  - Genere Dentimargo Cossmann, 1899
  - Genere Eratoidea Weinkauff, 1879
  - Genere Gibbacousteau Espinosa & Ortea, 2013
  - Genere Glabella Swainson, 1840
  - Genere Marginella Lamarck, 1799
  - Genere Nudifaba Eames, 1952 †
  - Genere Stazzania Sacco, 1890 †
  - Genere Volvarina Hinds, 1844
- Sottofamiglia Pruninae G. A. Coovert & H. K. Coovert, 1995
  - Genere Balanetta Jousseaume, 1875
  - Genere Bullata Jousseaume, 1875
  - Genere Closia Gray, 1857
  - Genere Cryptospira Hinds, 1844
  - Genere Hyalina Schumacher, 1817
  - Genere Mirpurina Ortea, Moro & Espinosa, 2019
  - Genere Prunum Herrmannsen, 1852
  - Genere Rivomarginella Brandt, 1968

Alla famiglia appartiene anche un genere attualmente non assegnato ad alcuna sottofamiglia:
- Genere Demissa Boyer, 2016